# Reka Lazăr-Szabo
Reka Zsofia Lazăr-Szabo (nacida como Reka Zsofia Lazăr, Brașov, 11 de marzo de 1967) es una deportista rumana que compitió en esgrima, especialista en la modalidad de florete. Está casada con el esgrimidor Vilmoș Szabo, y su hijo Matyas también compite en esgrima.
Participó en cuatro Juegos Olímpicos de Verano, entre los años 1988 y 2000, obteniendo dos medallas en la prueba por equipos, plata en Atlanta 1996 (junto con Laura Badea y Roxana Scarlat) y bronce en Barcelona 1992 (con Claudia Grigorescu, Elisabeta Tufan, Laura Badea y Roxana Dumitrescu).
Ganó ocho medallas en el Campeonato Mundial de Esgrima entre los años 1987 y 2003, y seis medallas en el Campeonato Europeo de Esgrima entre los años 1995 y 2001.

## Palmarés internacional
| Juegos Olímpicos   | Juegos Olímpicos            | Juegos Olímpicos  | Juegos Olímpicos    |
| Año                | Lugar                       | Medalla           | Prueba              |
| ------------------ | --------------------------- | ----------------- | ------------------- |
| 1992               | Barcelona (España)          | Medalla de bronce | Florete por equipos |
| 1996               | Atlanta (Estados Unidos)    | Medalla de plata  | Florete por equipos |
| Campeonato Mundial |                             |                   |                     |
| Año                | Lugar                       | Medalla           | Prueba              |
| 1987               | Lausana (Suiza)             | Medalla de plata  | Florete por equipos |
| 1994               | Atenas (Grecia)             | Medalla de oro    | Florete individual  |
| 1994               | Atenas (Grecia)             | Medalla de oro    | Florete por equipos |
| 1995               | La Haya (Países Bajos)      | Medalla de plata  | Florete por equipos |
| 1997               | Ciudad del Cabo (Sudáfrica) | Medalla de plata  | Florete por equipos |
| 1998               | La Chaux-de-Fonds (Suiza)   | Medalla de plata  | Florete por equipos |
| 2002               | Lisboa (Portugal)           | Medalla de bronce | Florete por equipos |
| 2003               | La Habana (Cuba)            | Medalla de bronce | Florete por equipos |
| Campeonato Europeo |                             |                   |                     |
| Año                | Lugar                       | Medalla           | Prueba              |
| 1995               | Keszthely (Hungría)         | Medalla de oro    | Florete individual  |
| 1998               | Plovdiv (Bulgaria)          | Medalla de bronce | Florete individual  |
| 1999               | Bolzano (Italia)            | Medalla de plata  | Florete por equipos |
| 2000               | Funchal (Portugal)          | Medalla de plata  | Florete individual  |
| 2000               | Funchal (Portugal)          | Medalla de plata  | Florete por equipos |
| 2001               | Coblenza (Alemania)         | Medalla de bronce | Florete por equipos |